# Jeane Kirkpatrick
Jeane Duane Jordan Kirkpatrick, född Jordan den 19 november 1926 i Duncan, Oklahoma, död 7 december 2006 i Bethesda, Maryland, var en amerikansk diplomat och statsvetare. Hon tjänstgjorde som USA:s FN-ambassadör från 1981 till 1985, under Reaganadministrationen. Kirkpatrick var demokrat från början och bytte till republikanerna först 1985. Hon blev en av Reaganadministrationens stora utrikespolitiska ideologer. Efter sin regerings- och diplomatkarriär föreläste hon, bland annat på Georgetown University i Washington, District of Columbia.